# 今すぐ使える新潟弁
今すぐ使える新潟弁（いますぐつかえるにいがたべん）は、新潟放送(BSN)がメディアミックスによって展開している新潟弁を題材にしたコンテンツの総称である。

## 概要

### ラジオ・テレビ番組
「今すぐ使える新潟弁講座」は、2004年4月2日に放送を開始した新潟放送のラジオ番組「キンラジ」内で産声を上げた。メインパーソナリティの近藤丈靖（同社アナウンサー）は新潟市中央区の中心市街地である古町の出身で、かねてから「年々使われなくなりつつある新潟弁に、再びスポットを当てたい」と構想を練り続け、番組開始にあたって企画を立案した。ラジオの語学講座のように、新潟弁の用法や語法をコミカルに紹介するスタイルが話題を呼んで一気に人気コーナーに成長。後にテレビ番組「イブニング王国!」でも「素晴らしき新潟弁」のタイトルでコーナー化され、特別番組も放送された。
「キンラジ」は2007年3月に終了したが、「今すぐ使える新潟弁講座」は代わって翌4月に放送を開始した「近藤丈靖の独占!ごきげんアワー」の日替わりコンテンツ「ごきげん新潟弁アワー」の1コーナーとしてリニューアルされ、2008年4月からは「新潟弁アワー」月曜日の「新・今すぐ使える新潟弁講座 今日も新潟弁でナイスデイ!」として放送を継続している。

### CD
2005年、同社のラジオ制作部はこの新潟弁講座のCD化を立案。当初は新潟県内で限定発売する方向だったが「CD化する以上は全国発売したい」として、より大規模なプロジェクトとして展開することになった。大手レコード各社と交渉を進め、紆余曲折の結果徳間ジャパンコミュニケーションズからのリリースが決定。同年12月7日に第一弾として「文法編」と「日常生活編」の2枚がリリースされた。いずれも日常生活の中で使われる新潟弁を、替え歌やダンスミュージック、コントなども交えて解りやすく解説している。BSNではCD発売にあたって先行予約を行ったところ即日完売、全国でも発売1箇月間で計2万枚をセールスするなど、このジャンルにおいては異例の大ヒットを記録した。
2006年12月6日には第二弾として「ラブラブ編」と「結婚・出産編」の2枚をリリース。またしても計2万枚をセールスするヒットを記録、オリコンにもチャートインし、新潟県内のあるレコードショップでは同月の月間売上ランキングで2位と6位にランクインし、さらに翌月には第一弾にも波及して4作全てがトップ10入りしたという。
2011年6月29日には約4年半ぶりとなる第三弾として「ニュース＆スポーツ」と「スティーブとジェーンのラジオな一日」の2枚をリリースした。BSNラジオではイオン新潟南ショッピングセンターや新潟ふるさと村などで発売キャンペーンを行った。

### 着うた
BSNでは2007年5月、携帯電話の「着うた」でも新潟弁コンテンツの配信を開始した。当初はau向けのみで人気キャラクターの「さっさん」「山本さん」のヴァージョンを配信、さらに7月からは「スティーブとジェーン」2種類を加えて計4種類を配信して人気を呼び、その後ソフトバンクモバイルとNTTドコモでも配信を開始した。

### DVD
2008年11月3日にはソフトウェア化第二弾として「今すぐ使える新潟弁 スペシャルDVD（でーぶいでー）」が、新潟県内限定でリリースされている。

### その他

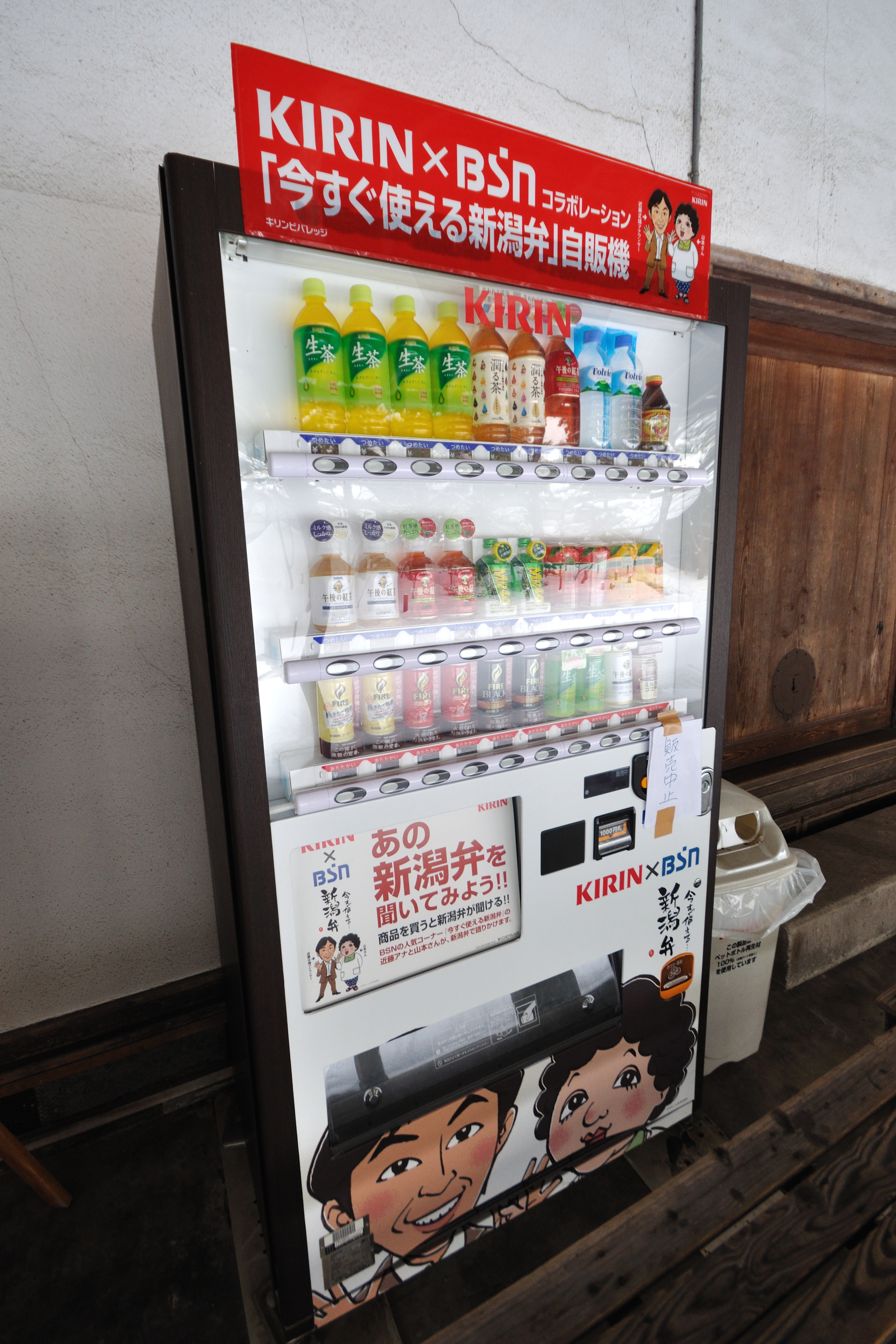
「今すぐ使える新潟弁」自販機（新潟県新発田市、清水園）

- 2008年7月からキリンビバレッジとのコラボレーション企画として「新潟弁自動販売機」の設置を開始。購入ボタンを押すと「おめさんもめんち大ご苦労らねぇ～! まあ一服しなせ!」などの新潟弁（文言は前半・後半各6種類、計12パターン）が機器内のスピーカーから流れる仕組みになっている。この自販機は新潟放送本社、道の駅新潟ふるさと村など県内各地に設置されている。
- 2009年3月2日、郵便局（日本郵政グループ）とのコラボレーション企画として「新潟弁切手」（オリジナルフレーム切手、限定2000部）を、新潟市内112箇所の郵便局で発売。全局でほぼ即日完売となるなど人気を博した。
- 2009年6月3日から6月8日まで新潟伊勢丹で開催された「新潟グルメフェスタ2009」で、「新潟弁Tシャツ」と「新潟弁・父の日特別限定限定酒」を発売。Tシャツは『ごきげんアワー』のキャラクターや『ゴゴラク!』のパーソナリティ・石塚かおりのイラストがあしらわれた。

### 参考
なお、各コンテンツでレクチャーしている新潟弁は、新潟市の旧市域（主に中央区）で使われているものが中心となっており、市内・県内の他地域において使われる方言とは異なる場合がある。

## 主な内容
- 文法編
「若手アナの新潟生活」：宮城県仙台市出身で同局の若手アナウンサー伊勢みずほが新潟で生活する中で少しずつ新潟弁を学んでいくという内容。通常放送されている講座の中から特に反響の大きかったものを中心に据え、加えて新潟弁の母語話者によるOLや主婦の会話、また吉幾三の「雪國」を新潟弁バージョンで唄ったり、またクラブミュージックに新潟弁をサンプリングした「恋の新潟弁Dance　Mix　Feat. 山本さんと近藤さん」など楽しく新潟弁を学ぶ内容となっている。他には新潟弁に見られる「い」と「え」の逆転現象や反語、推量の表現などがある。
- 日常生活編
「スティーブとジェーンの新潟ライフ」：外国人のスティーブとジェーンが新潟で生活していく中で新潟弁を学んでいく構成になっている。講座では日常生活で使われるテーマ「食べ物」、「入浴」、「恥」、そして新潟ではアルビレックス新潟の影響で人気が定着した「サッカー」をテーマとしてピックアップ。また講座に加えて「もしもシリーズ」的コーナーとして、新潟弁のカーナビがあったらどうなるか、そして新潟弁で国連演説をして、同時通訳したらどうなるかなども加えられている。歌ものとしては新潟弁の重要単語を「LOVE」で学ぶ『LOVE～新潟弁・和・英辞典～』を収録。

「山本さん」が丸出しで喋る新潟弁の後に近藤アナウンサーが繰り返す解説（標準語）とのギャップが面白く、そこから人気が沸騰したと思われる。言わばラジオ英会話と似たような組み立てになっている。

## 出演
- 近藤丈靖（新潟放送アナウンサー）
- 増山由美子（同）
- 伊勢みずほ（同）
- 佐野佳世（フリーアナウンサー(元新潟放送アナウンサー)）
- 奥田民義（語り）

当時「キンラジ」でパーソナリティを務めていた近藤、佐野の両名をはじめ、BSNのアナウンサーが多数出演している。
CDに登場する外国人カップル「スティーブとジェーン」はそれぞれ、近藤と佐野が演じている。なお「さっさん（佐藤さん）」「スティーブ」のキャラクター設定については近藤丈靖#主なキャラクターを別途参照。

### 山本さん
前述のCD・DVDをはじめ、現在もBSNの各番組で新潟弁講師を務めているのは山本さん（やまもとさん）という中年の女性である。
山本さんは19xx年3月3日、新潟市沼垂（ぬったり、現同市中央区および東区）の生まれで、新潟弁（特に沼垂弁）の母語話者である。料理が趣味で、郷土料理ののっぺや鮭料理を得意とする。人情の厚さが伝わる情緒的な口調は、典型的な新潟の「かあちゃん」を想起させる。
しかし厳重なプライバシー保護を行っていることから詳細なプロフィールは全て謎に包まれており、フルネームすら不明で、家族構成も夫と2人の子供がいることが判っているだけである。BSNのテレビ番組やスポットCM、公式Webサイトでも似顔絵と人形の姿が出ているだけで、真の姿は謎のままである。テレビ『イブニング王国!』の公開放送に出演する際も割烹着姿の女性がイラストの面を着用し、ナレーションに合わせて身振り手振りで出演者と会話を交わしている。またラジオでも『ごきげんアワー』の「新潟弁クイズ」等に何度か生出演しているが、この際にも山田かおり・和田朋子の両パーソナリティから「山本さんの人形が可愛い」などと話題を振られるたびに「アレが俺らねっかね! アレが俺らてば!（アレ=人形が私じゃないですか! アレが私ですってば!）」と、頑なに存在を否定し続けている。
BSNにも「山本さんに会いたい」という投書がしばしば寄せられているという。山本さんの正体については現在も謎に包まれている。
ただ、山本さんは録音での出演がほとんどで、また前述の「新潟弁クイズ」に生放送で出演する際には、自らの出題とジングルの音出しとタイミングが合わない事が非常に多く、この点から「放送業界には余り精通していない」面が窺い知れる。なお『ごきげんアワー』の「新・今すぐ使える新潟弁講座 今日も新潟弁でナイスデイ!」で講師を務めるばんないこうじは山本さんの姿に関して「山本さんはイラストらとか人形らとかばっかでなくて、ちゃんと写真もあんですよ」と意味深長な発言をしている。しかし近藤は山本さんを常々「ただのおばさん」と評しており、また2009年7月14日放送の『ごきげんアワー』に急遽出演した際には「下でコーヒー飲んでましたて～!」と話すなど、謎はますます深まっている。
2015年4月以降は「旅に出る」を理由にBSNラジオに出演しなくなった。